# Tatiana Mínina
Tatiana Mínina (en ruso: Татьяна Минина; nacida Tatiana Kudashova, Cheliábinsk, 18 de abril de 1997) es una deportista rusa que compite en taekwondo.
Participó en los Juegos Olímpicos de Tokio 2020, obteniendo una medalla de plata en la categoría de –57 kg.
Ganó tres medallas en el Campeonato Mundial de Taekwondo entre los años 2017 y 2023, y cuatro medallas de oro en el Campeonato Europeo de Taekwondo, entre los años 2016 y 2024.

## Palmarés internacional
| Juegos Olímpicos   | Juegos Olímpicos         | Juegos Olímpicos  | Juegos Olímpicos |
| Año                | Lugar                    | Medalla           | Categoría        |
| ------------------ | ------------------------ | ----------------- | ---------------- |
| 2020               | Tokio (Japón)            | Medalla de plata  | –57 kg           |
| Campeonato Mundial |                          |                   |                  |
| Año                | Lugar                    | Medalla           | Categoría        |
| 2017               | Muju (Corea del Sur)     | Medalla de plata  | –53 kg           |
| 2019               | Mánchester (Reino Unido) | Medalla de plata  | –53 kg           |
| 2023               | Bakú (Azerbaiyán)        | Medalla de bronce | –53 kg           |
| Campeonato Europeo |                          |                   |                  |
| Año                | Lugar                    | Medalla           | Categoría        |
| 2016               | Montreux (Suiza)         | Medalla de oro    | –53 kg           |
| 2018               | Kazán (Rusia)            | Medalla de oro    | –53 kg           |
| 2021               | Sofía (Bulgaria)         | Medalla de oro    | –53 kg           |
| 2024               | Belgrado (Serbia)        | Medalla de oro    | –53 kg           |